# Reese Witherspoon

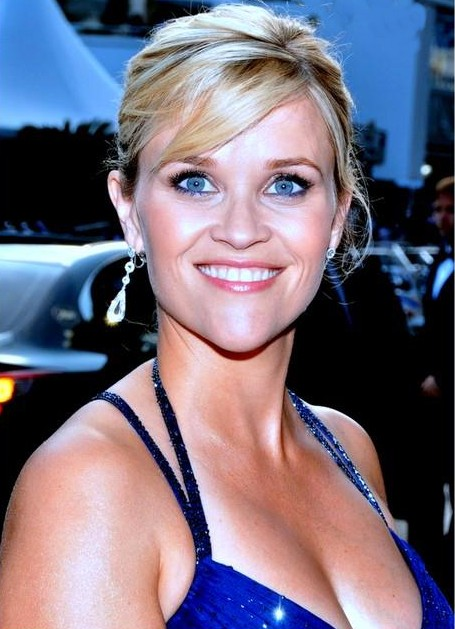
Reese Witherspoon, 2012

Laura Jeanne Reese Witherspoon (* 22. März 1976 in New Orleans, Louisiana) ist eine US-amerikanische Schauspielerin, Filmproduzentin und Oscar-Preisträgerin. Bekannt wurde sie unter anderem durch ihre Rollen in Pleasantville – Zu schön, um wahr zu sein (1998), Eiskalte Engel (1999), Natürlich blond (2001), Sweet Home Alabama – Liebe auf Umwegen (2002), Walk the Line (2005) und Der große Trip – Wild (2014).

## Leben

### Jugend und Karrierebeginn
Witherspoon wurde 1976 in New Orleans geboren und wohnte als Kleinkind vier Jahre lang in Wiesbaden, weil ihr Vater John dort bei der US-Luftwaffe als Militärarzt stationiert war. Nach der Rückkehr in die Vereinigten Staaten wuchs sie in Nashville auf. Ihre Mutter Mary Elisabeth Reese, genannt Betty, ist Professorin für Krankenpflege an der Vanderbilt University. Witherspoon hat einen drei Jahre jüngeren Bruder. Ihre Eltern leben seit 1996 getrennt. Witherspoon gab an, eine direkte Nachfahrin des in Schottland geborenen und in die USA ausgewanderten John Witherspoon zu sein, der zu den Unterzeichnern der US-amerikanischen Unabhängigkeitserklärung gehörte. Ihre Abstammung wurde nicht von Genealogen bestätigt, die sich ausschließlich auf die Nachfahren der Unterzeichner der amerikanischen Unabhängigkeitserklärung fokussieren.
Im Alter von sieben Jahren wurde Witherspoon für Werbespots eines Blumenhändlers verpflichtet. Nach dem Abschluss der Harpeth Hall School, einer privaten Mädchen-High-School in Nashville, begann sie an der Stanford University ein Studium in Englischer Literatur, das sie zugunsten einer Schauspielkarriere abbrach.

### Durchbruch
1991 spielte sie als 14-Jährige in Der Mann im Mond an der Seite von Jason London ihre erste Filmrolle, für die sie in der Kategorie Best Young Actress Starring in a Motion Picture für den Young Artist Award nominiert wurde. 1996 spielte sie die Hauptrolle in dem Thriller Fear – Wenn Liebe Angst macht an der Seite von Mark Wahlberg. Im selben Jahr lehnte sie die Hauptrolle in Wes Cravens Scream – Schrei! ab, die dann mit Neve Campbell besetzt wurde. 1998 entdeckte Paul Newman Witherspoon für seinen Thriller Im Zwielicht. Größere Bekanntheit erlangt sie 1998 neben Tobey Maguire in der Komödie Pleasantville – Zu schön, um wahr zu sein, die sowohl bei der Kritik als auch beim Publikum ein Erfolg war. 1999 war Witherspoon für ihre Darstellung einer überehrgeizigen Schülerin in dem Film Election als beste Hauptdarstellerin in einer Komödie erstmals für einen Golden Globe nominiert. Im selben Jahr feierte sie einen weiteren Erfolg mit dem Drama Eiskalte Engel an der Seite von Sarah Michelle Gellar und ihrem späteren Ehemann Ryan Phillippe.
2001 gelang ihr mit der Hauptrolle der Elle Woods in der Komödie Natürlich blond der endgültige Durchbruch zum Hollywood-Star. Der Film war ein internationaler Kassenschlager und Witherspoon erhielt gute Kritiken sowie eine zweite Golden-Globe-Nominierung. 2003 konnte sie mit der Fortsetzung Natürlich blond 2 an diesen Erfolg anknüpfen. 2002 war sie an der Seite von Patrick Dempsey in der ebenfalls erfolgreichen romantischen Komödie Sweet Home Alabama – Liebe auf Umwegen zu sehen. Zum selben Zeitpunkt gründete sie ihre eigene Produktionsfirma Type A Films, sodass sie bei den Filmen Natürlich blond 2 und Penelope (2006) auch als Produzentin fungierte.
2016 war Witherspoon an der Gründung von Hello Sunshine beteiligt, einer Medienproduktionsfirma, die im Film-, Buch- und Internetbereich tätig ist. Im August 2021 wurde bekannt, dass die Firma für 900 Millionen Dollar an die Blackstone Group verkauft wurde.

### Oscargewinn

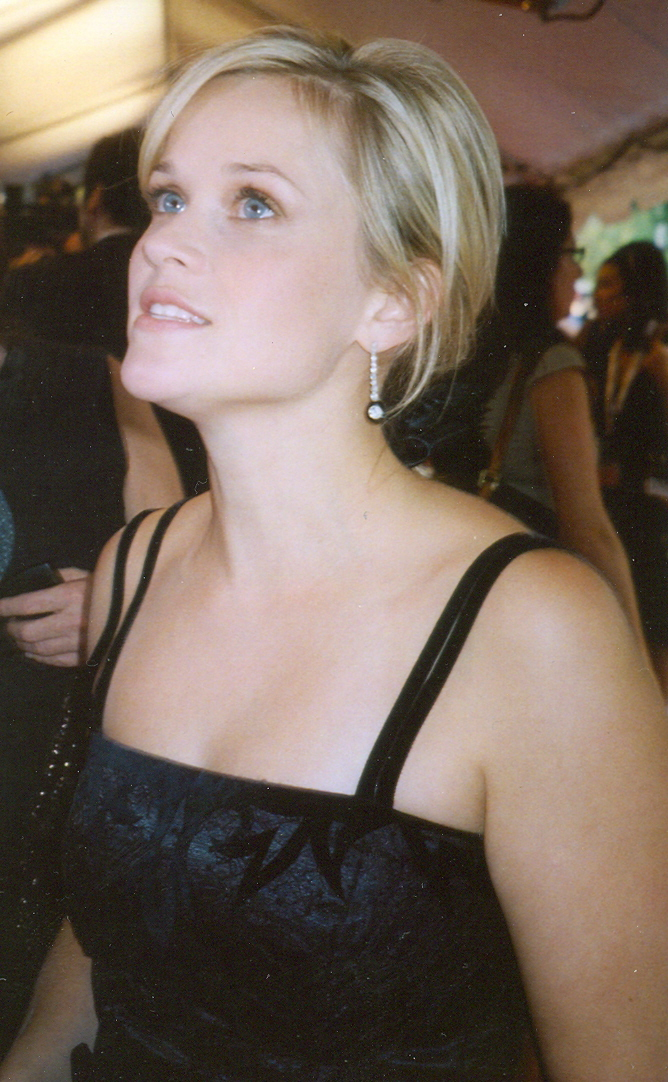
Reese Witherspoon, 2005

Ihre bisher wichtigste Rolle spielte Witherspoon 2005 in James Mangolds Drama Walk the Line. In der Filmbiografie über den US-amerikanischen Country-Sänger Johnny Cash spielte sie dessen Ehefrau June Carter Cash und sang für den Film vier Lieder selbst ein. Für ihre Darstellung wurde sie von der Kritik gelobt und mit zahlreichen Filmpreisen ausgezeichnet, darunter der Golden Globe als beste Hauptdarstellerin in einer Komödie/Musical sowie der Oscar als beste Hauptdarstellerin. Im folgenden Film Solange du da bist agierte Witherspoon erneut als Komödiendarstellerin, die mit Hilfe von Mark Ruffalo versucht, ihre wahre Identität herauszufinden.
In dem Thriller Machtlos (2007) war Witherspoon an der Seite ihres späteren Lebensgefährten Jake Gyllenhaal zu sehen. In der Komödie Mein Schatz, unsere Familie und ich (2008) spielte sie unter anderem an der Seite von Vince Vaughn. Zudem ist Witherspoon eine der bestbezahlten Schauspielerinnen Hollywoods. Im Oktober 2005 belegte sie hinter Julia Roberts (20 Mio. US-Dollar) und Nicole Kidman (16 Mio. US-Dollar) mit einem Einkommen von 15 Mio. US-Dollar pro Filmrolle Platz 3 auf der Liste der höchsten Gagen. 2007 sicherte sie sich dann mit einer Gage von 15 bis 20 Mio. US-Dollar Platz 1 vor Angelina Jolie und Cameron Diaz. In einer im Juli 2008 veröffentlichten Forbes-Rangliste lag sie mit einem Einkommen von 25 Mio. US-Dollar (zwischen Juni 2007 und Juni 2008) hinter Cameron Diaz, Keira Knightley und Jennifer Aniston auf Platz 4.
2010 stand sie an der Seite von Paul Rudd, Owen Wilson und Jack Nicholson für die Komödie Woher weißt du, dass es Liebe ist vor der Kamera. Sie spielte darin die Rolle der Lisa, einer ehemaligen Softballspielerin, die sich zwischen zwei Männern entscheiden muss. Der Film kam im Dezember 2010 in die US-amerikanischen Kinos. Witherspoon erhielt im Dezember 2010 den 2425. Stern auf dem Hollywood Walk of Fame.
Für die Rolle der Cheryl Strayed in Der große Trip – Wild (2014) erhielt sie 2015 ihre zweite Oscar-Nominierung als beste Hauptdarstellerin, sie war in dieser Kategorie unter anderem auch für einen Golden Globe und den Screen Actors Guild Award nominiert.

## Privatleben
Im Juni 1999 heiratete Reese Witherspoon den Schauspieler Ryan Phillippe. Sie haben zwei gemeinsame Kinder, eine Tochter (* 1999) und einen Sohn (* 2003). Die Ehe wurde am 5. Oktober 2007 geschieden.
Von 2007 bis Dezember 2009 lebte sie mit ihrem Schauspielkollegen Jake Gyllenhaal zusammen, den sie bei den Dreharbeiten für den Film Machtlos kennengelernt hatte.
Im März 2011 heiratete Witherspoon den Schauspielagenten Jim Toth. Das Paar lebte zeitweise auf einer Ranch im kalifornischen Ojai, die Witherspoon 2008 für 5,8 Millionen US-Dollar gekauft hatte. Im September 2012 brachte sie ihr drittes Kind zur Welt, einen Sohn. Im März 2023 gab das Paar seine Trennung bekannt.

## Synchronisation
Reese Witherspoon ist am häufigsten von Manja Doering synchronisiert worden. Doering sprach sie unter anderem in Der Mann im Mond, Fear, Im Zwielicht, Pleasantville, Election, Natürlich blond 1 und 2, Solange du da bist, Machtlos und Wasser für die Elefanten. In vielen ihrer neueren Filme (Vanity Fair – Jahrmarkt der Eitelkeit, Walk the Line und Penelope) wird sie von Ranja Bonalana gesprochen. Zu ihren weiteren deutschen Stimmen gehörten Marie Bierstedt (Eiskalte Engel), Dascha Lehmann (American Psycho) und Claudia Lössl (Sweet Home Alabama – Liebe auf Umwegen).

## Filmografie
Kinofilme

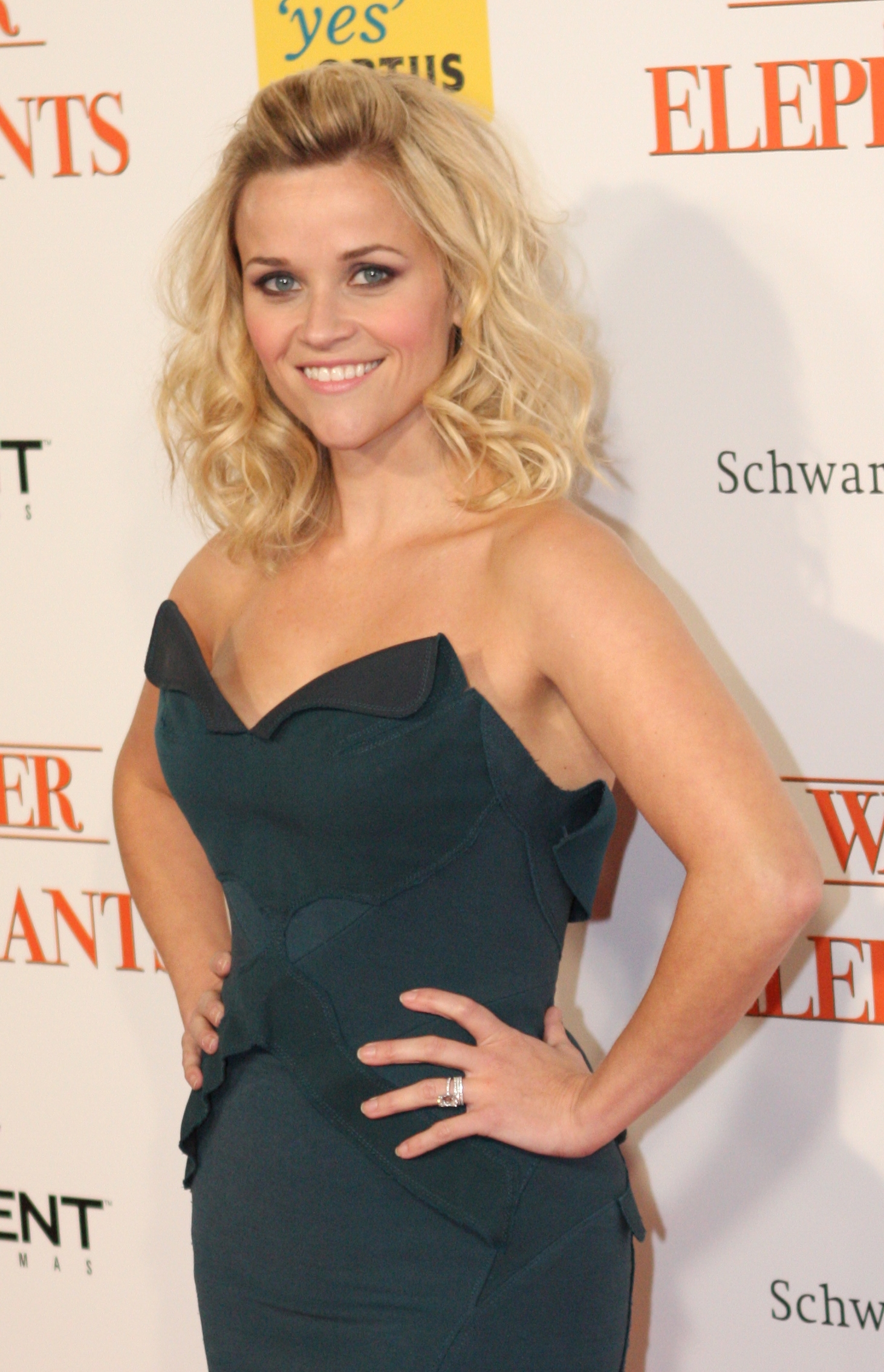
Reese Witherspoon (2011)

- 1991: Der Mann im Mond (The Man in the Moon)
- 1991: Wilde Sehnsucht (Wildflower)
- 1993: Die Spur des Windes – Das letzte große Abenteuer (A Far Off Place)
- 1993: Mein Vater – Mein Freund (Jack the Bear)
- 1994: 36 Tage Terror (S.F.W.)
- 1996: Freeway
- 1996: Fear – Wenn Liebe Angst macht (Fear)
- 1998: Im Zwielicht (Twilight)
- 1998: Liebe per Express (Overnight Delivery)
- 1998: Pleasantville – Zu schön, um wahr zu sein (Pleasantville)
- 1999: Eiskalte Engel (Cruel Intentions)
- 1999: Election
- 1999: Best Laid Plans
- 2000: American Psycho
- 2000: Little Nicky – Satan Junior (Little Nicky)
- 2001: Der Schwan mit der Trompete (The Trumpet of the Swan, Stimme)
- 2001: Natürlich blond (Legally Blonde)
- 2002: Ernst sein ist alles (The Importance of Being Earnest)
- 2002: Sweet Home Alabama – Liebe auf Umwegen (Sweet Home Alabama)
- 2003: Natürlich blond 2 (Legally Blonde 2: Red, White & Blonde)
- 2004: Vanity Fair – Jahrmarkt der Eitelkeit (Vanity Fair)
- 2005: Walk the Line
- 2005: Solange du da bist (Just Like Heaven)
- 2006: Penelope
- 2007: Machtlos (Rendition)
- 2008: Mein Schatz, unsere Familie und ich (Four Christmases)
- 2009: Monsters vs. Aliens (Stimme)

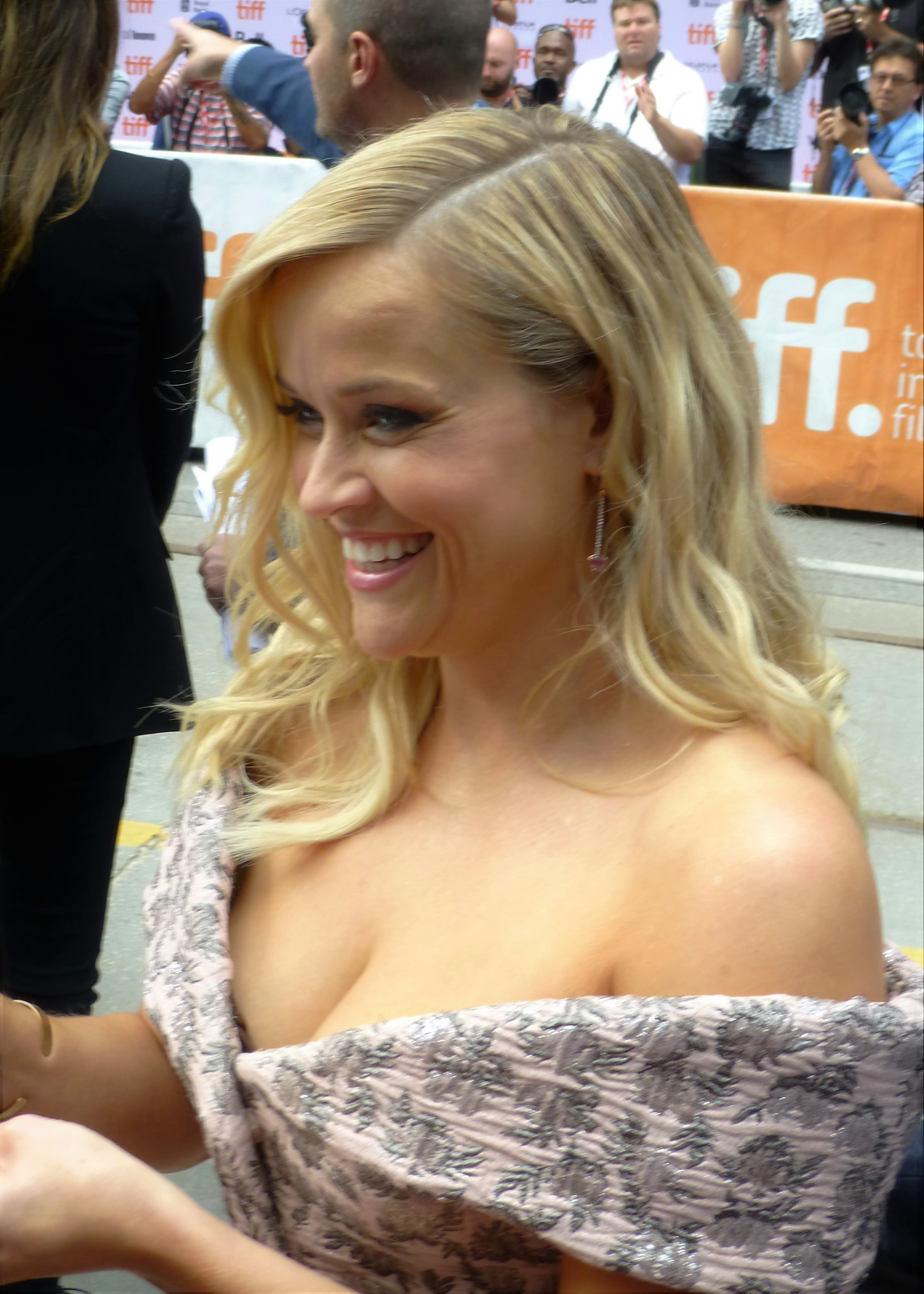
Reese Witherspoon bei der Premiere von Sing (2018)

- 2010: Woher weißt du, dass es Liebe ist (How Do You Know)
- 2011: Wasser für die Elefanten (Water for Elephants)
- 2012: Das gibt Ärger (This Means War)
- 2012: Mud – Kein Ausweg (Mud)
- 2013: Devil’s Knot – Im Schatten der Wahrheit (Devil’s Knot)
- 2014: Der große Trip – Wild (Wild)
- 2014: The Good Lie – Der Preis der Freiheit (The Good Lie)
- 2014: Inherent Vice – Natürliche Mängel (Inherent Vice)
- 2015: Miss Bodyguard (Hot Pursuit)
- 2016: Sing (Stimme)
- 2017: Liebe zu Besuch (Home Again)
- 2018: Das Zeiträtsel (A Wrinkle in Time)
- 2018: This Changes Everything
- 2021: Sing – Die Show deines Lebens (Sing 2, Stimme)
- 2023: Your Place or Mine

Fernsehen
- 1991: Wilde Sehnsucht (Wildflower)
- 1992: Der Preis des Lebens (Desperate Choices: To Save My Child)
- 1993: Wildes Land (Return to Lonesome Dove, Miniserie)
- 2000: Friends (Serie, 2 Folgen)
- 2000: King of the Hill (Serie, 2 Folgen, Stimme)
- 2002: Die Simpsons (The Simpsons, Serie, 1 Folge, Stimme)
- 2003: Freedom: A History of Us (Serie, 3 Folgen)
- 2009: Monsters vs. Aliens – Mutanten-Kürbisse aus dem Weltall (Monsters vs Aliens: Mutant Pumpkins from Outer Space, Stimme)
- 2017–2019: Big Little Lies
- seit 2019: The Morning Show
- 2020: Little Fires Everywhere (Miniserie)
- 2025: Ihr seid herzlich eingeladen (You’re Cordially Invited)

Produktion
- 2003: Natürlich blond 2 (Legally Blonde 2: Red, White & Blonde)
- 2006: Penelope
- 2008: Mein Schatz, unsere Familie und ich (Four Christmases)
- 2009: Natürlich blond 3 – Jetzt geht’s doppelt weiter (Legally Blondes)
- 2014: Gone Girl – Das perfekte Opfer (Gone Girl)
- 2014: Der große Trip – Wild (Wild)
- 2015: Miss Bodyguard – In High Heels auf der Flucht (Hot Pursuit)
- 2019: Lucy in the Sky
- 2022: Der Gesang der Flusskrebse (Where the Crawdads Sing)
- 2022: Weihnachtsgeschenke von Tiffany (Something from Tiffany's)
- 2023: Your Place or Mine
- 2024: The Pasta Queen

## Auszeichnungen
Oscar
- 2006: Auszeichnung in der Kategorie Beste Hauptdarstellerin für Walk the Line
- 2015: nominiert in der Kategorie Beste Hauptdarstellerin für Der große Trip – Wild

Emmy Award
- 2018: Auszeichnung in der Kategorie Beste Mini-Serie für Big Little Lies
- 2018: Nominierung in der Kategorie Beste Hauptdarstellerin in einer Mini-Serie für ihre Rolle in Big Little Lies

Screen Actors Guild Award
- 2006: Auszeichnung in der Kategorie Beste Hauptdarstellerin für ihre Rolle in Walk the Line
- 2015: Nominierung in der Kategorie Beste Hauptdarstellerin für ihre Rolle in Der große Trip – Wild
- 2018: Nominierung in der Kategorie Beste Darstellerin in einer Mini – Serie oder einem TV – Film Für ihre Rolle in Big Little Lies

BAFTA Award
- 2006: Auszeichnung in der Kategorie Beste Hauptdarstellerin für Walk the Line

Blockbuster Entertainment Award
- 2000: Auszeichnung in der Kategorie Beliebteste Nebendarstellerin Drama/Romanze für Eiskalte Engel

Golden Globe Award
- 2000: nominiert in der Kategorie Beste Hauptdarstellerin Musical/Komödie für Election
- 2002: nominiert in der Kategorie Beste Hauptdarstellerin Musical/Komödie für Natürlich blond
- 2006: Auszeichnung in der Kategorie Beste Hauptdarstellerin Musical/Komödie für Walk the Line
- 2015: nominiert in der Kategorie Beste Hauptdarstellerin Drama für Der große Trip – Wild
- 2018: nominiert in der Kategorie Beste Hauptdarstellerin – Mini-Serie oder TV-Film für Big Little Lies

Independent Spirit Award
- 2000: nominiert in der Kategorie Beste Hauptdarstellerin für Election

MTV Movie Award
- 2002: nominiert in der Kategorie Beste weibliche Performance für Natürlich blond
- 2002: Auszeichnung in der Kategorie Beste komödiantische Performance für Natürlich blond
- 2002: Auszeichnung in der Kategorie Best Dressed für Natürlich blond
- 2002: Auszeichnung in der Kategorie Best Line für Natürlich blond („Oh, I like your outfit too, except when I dress up as a frigid bitch, I try not to look so constipated.“)
- 2003: nominiert in der Kategorie Beste weibliche Performance für Sweet Home Alabama – Liebe auf Umwegen
- 2006: nominiert in der Kategorie Beste Performance für Walk the Line
- 2011: Auszeichnung mit dem MTV Generation Award

National Society of Film Critics Award
- 2000: Auszeichnung in der Kategorie Beste Schauspielerin für Election
- 2006: Auszeichnung in der Kategorie Beste Schauspielerin für Walk the Line

People’s Choice Award
- 2005: nominiert in der Kategorie Beliebtester weiblicher Filmstar
- 2006: Auszeichnung in der Kategorie Beliebteste Leading Lady
- 2008: Auszeichnung in der Kategorie Beliebtester weiblicher Filmstar
- 2009: Auszeichnung in der Kategorie Beliebtester weiblicher Filmstar

Satellite Award
- 2000: nominiert in der Kategorie Beste Schauspielerin Musical/Komödie für Election
- 2002: nominiert in der Kategorie Beste Schauspielerin Musical/Komödie für Natürlich blond
- 2005: Auszeichnung in der Kategorie Beste Schauspielerin Musical/Komödie für Walk the Line

Teen Choice Award
- 1999: nominiert in der Kategorie Choice Funniest Scene (mit Joan Allen) für Pleasantville – Zu schön, um wahr zu sein
- 1999: nominiert in der Kategorie Choice Hissy Fit für Election
- 1999: nominiert in der Kategorie Choice Actress für Eiskalte Engel
- 1999: nominiert in der Kategorie Sexiest Love Scene (mit Ryan Phillippe) für Eiskalte Engel
- 2002: Auszeichnung in der Kategorie Film – Choice Actress, Comedy für Ernst sein ist alles
- 2003: nominiert in der Kategorie Choice Movie Actress – Comedy für Sweet Home Alabama – Liebe auf Umwegen
- 2003: Auszeichnung in der Kategorie Choice Movie Liplock (mit Josh Lucas) für Sweet Home Alabama – Liebe auf Umwegen
- 2006: Auszeichnung in der Kategorie Movies – Choice Actress: Drama/Action Adventure für Walk the Line
- 2008: nominiert in der Kategorie Choice Movie Actress: Drama für Machtlos

Young Hollywood Award
- 1999: Auszeichnung in der Kategorie Beste Breakthrough Performance für Pleasantville